# Roger Corman
Pour les articles homonymes, voir Corman.
Roger Corman, né le 5 avril 1926 à Détroit (Michigan) et mort le 9 mai 2024 à Santa Monica (Californie), est un cinéaste américain.
Il a à son actif une cinquantaine de films au titre de réalisateur, et 400 au titre de producteur, souvent des films à petit budget.
Formidable dénicheur de talents, il a lancé bon nombre de réalisateurs aujourd'hui reconnus comme Martin Scorsese, Ron Howard, Francis Ford Coppola, Joe Dante, James Cameron, le critique Peter Bogdanovich ou encore Jonathan Demme. Il a également fait de Vincent Price son acteur fétiche en faisant de lui un monument du cinéma d'épouvante. Il lança également Jack Nicholson en lui offrant ses premiers grands rôles au cinéma et en lui apprenant les ficelles du métier. Il diffusa par ailleurs aux États-Unis des films de réalisateurs étrangers comme Truffaut, Fellini et Bergman.

## Biographie

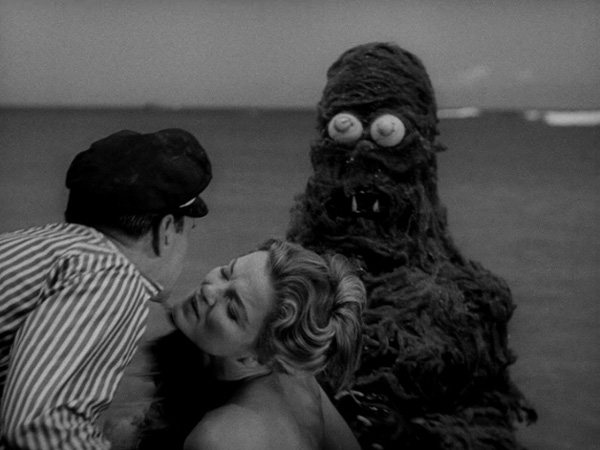
Scène de La Créature de la mer hantée (1961).

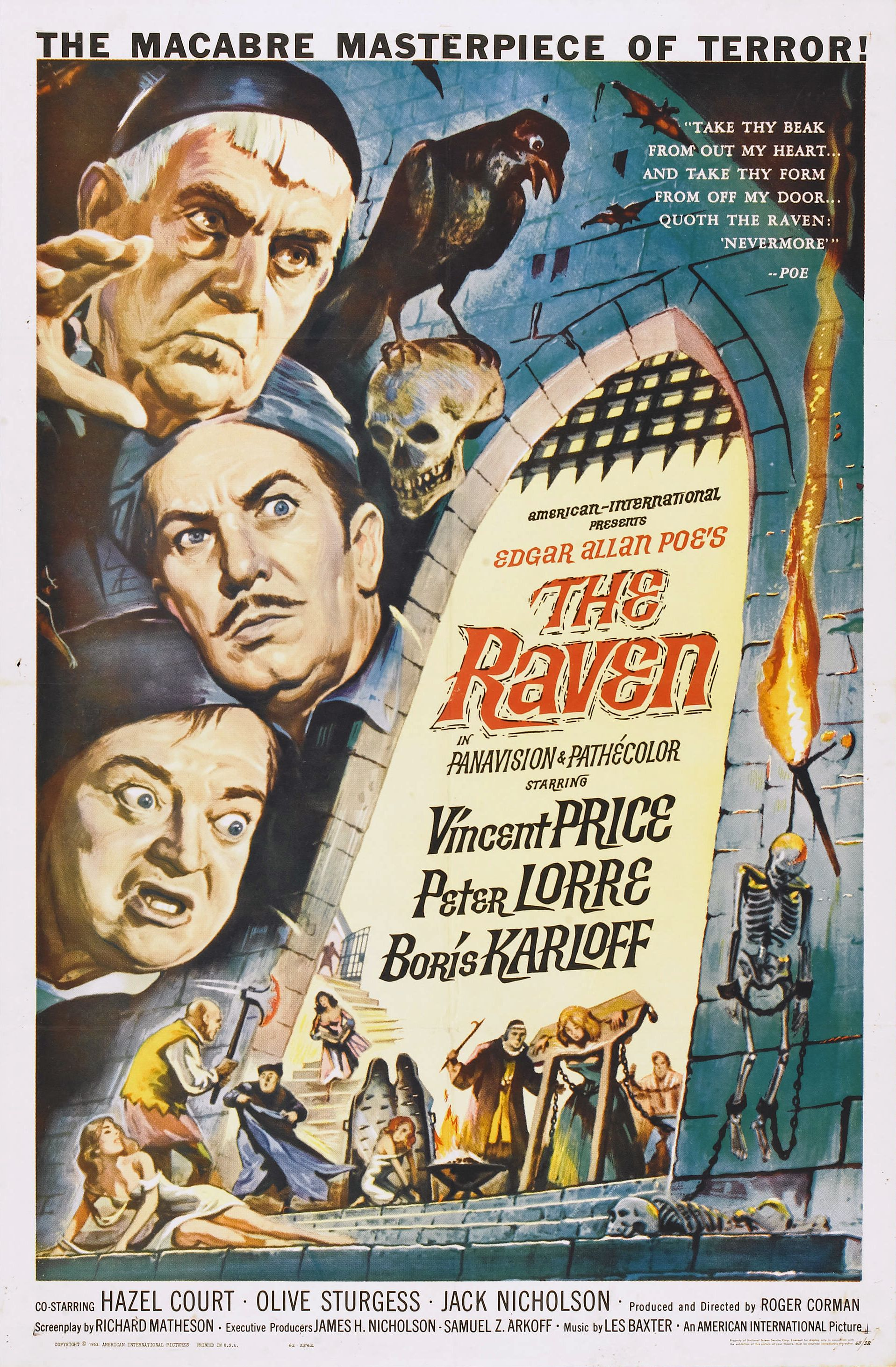
Le Corbeau (1963).

Les réalisations de Roger Corman sont majoritairement à classer dans la série B. Il a un principe simple : un budget très faible, un salaire de misère, un sujet avec de l'action et une assez grande liberté pourvu que le budget ne soit pas dépassé. Finalement, ses films sont plus ou moins bâclés (fautes de raccords, micros dans le champ...), réalisés en moins de cinq jours, voire deux. Parmi ses réussites les plus relevées par la critique, on retrouve La Petite Boutique des horreurs, comédie horrifique avec une plante carnivore parlante. Il s'essaye à de nombreux genres tel que le film de gangster Mitraillette Kelly, avec Charles Bronson en tueur, ou The Intruder.
Roger Corman rachète les droits du film soviétique La Planète des tempêtes réalisé par Pavel Klouchantsev, sorti en 1962, dont les séquences sont utilisées dans Voyage sur la planète préhistorique (1965) et pour le tournage du Voyage to the Planet of Prehistoric Women en 1968,.
Son cycle Edgar Poe, dans une veine fantastique, donne à Corman ses lettres de noblesse, et contribue à sa réputation en Europe. Pour la circonstance, il s'entoure d'une équipe de fidèles : l'écrivain Richard Matheson ainsi que Charles Beaumont et Charles Griffith travaillent aux scénarios. Floyd Crosby, ancien opérateur de Friedrich Murnau, est de la partie. Pour les acteurs, Vincent Price est la star de ce cycle, Peter Lorre, Leo Gordon, Boris Karloff et Basil Rathbone sont sollicités. Les histoires se déroulent dans de superbes décors de studio très colorés : manoirs hantés, paysages fantastiques, marécages envahis de brouillard, etc. La mise en scène est plus soignée que d'habitude, et Roger Corman, qui a œuvré pour un certain cinéma psychédélique (The Trip), affectionne les effets oniriques. La Chute de la maison Usher inaugure le cycle, suivi par Le Masque de la mort rouge, L'Empire de la terreur et La Chambre des tortures qui rendent parfaitement l'atmosphère de Poe. Le Corbeau transforme le poème original en une comédie burlesque, avec Price, Karloff, Lorre et le jeune Jack Nicholson, et s'achève par un duel de sorcellerie. La Malédiction d'Arkham est inspiré par Lovecraft. Ces films possèdent une certaine analogie avec les productions Hammer (Terence Fisher), mais avec un goût prononcé pour le théâtral et une mise en scène presque expressionniste.
Le cycle Edgar Poe a une influence notable sur Tim Burton, notamment sur Sleepy Hollow et ses décors fantastiques. Tim Burton est d'ailleurs un grand fan de l'acteur Vincent Price.
En 2010, il reçoit un Oscar d'honneur.
À 97 ans, lors de la cérémonie de clôture du Festival de Cannes 2023, il fait une rare apparition publique pour remettre le Grand Prix à Jonathan Glazer pour son film The Zone of Interest. Il reçoit une standing ovation, précédée d'un discours en son hommage prononcé par Quentin Tarantino.

## Filmographie

### Réalisateur
- 1955 : Cinq Fusils à l'ouest (Five Guns West)
- 1955 : The Beast with a Million Eyes coréalisé avec David Kramarsky (non crédité)
- 1955 : La Femme apache (Apache Woman)
- 1955 : Instinct de survie (Day the World Ended)
- 1956 : La Loi des armes (Gunslinger)
- 1956 : Il a conquis le monde (It Conquered the World)
- 1956 : La Femme d'Oklahoma (The Oklahoma Woman)
- 1956 : Femmes gangsters (Swamp Women)
- 1957 : Rock All Night
- 1957 : Naked Paradise
- 1957 : L'Attaque des crabes géants (Attack of the Crab Monsters)
- 1957 : Le Vampire de New York (Not of This Earth)
- 1957 : Les Filles aux mains sales (Teenage Doll)
- 1957 : The Saga of the Viking Women and Their Voyage to the Waters of the Great Sea Serpent
- 1957 : Carnival Rock
- 1957 : The Undead
- 1957 : Sorority Girl
- 1958 : La Guerre des satellites (War of the Satellites)
- 1958 : Les Aventuriers des îles (She Gods of Shark Reef)
- 1958 : Teenage Cave Man
- 1958 : Mitraillette Kelly (Machine-Gun Kelly)
- 1958 : Gangster no 1 (I Mobster)
- 1959 : Un baquet de sang (A Bucket of Blood)
- 1959 : La Femme guêpe (The Wasp Woman)
- 1960 : La Petite Boutique des horreurs (The Little Shop of Horrors)
- 1960 : La Chute de la maison Usher (House of Usher)
- 1960 : La Dernière femme sur terre (Last Woman on Earth)
- 1961 : Ski Troop Attack
- 1961 : La Chambre des tortures (The Pit and the Pendulum)
- 1961 : Atlas
- 1961 : La Créature de la mer hantée (Creature from the Haunted Sea)
- 1962 : The Intruder ou L'Intrus
- 1962 : L'Enterré vivant (The Premature Burial)
- 1962 : L'Empire de la Terreur (Tales of Terror)
- 1962 : La Tour de Londres (Tower of London)
- 1963 : Le Corbeau (The Raven)
- 1963 : La Malédiction d'Arkham (The Haunted Palace)
- 1963 : L'Horrible Cas du Dr X (X: The Man with the X-Ray Eyes)
- 1963 : Duel sur le circuit (The Young Racers)
- 1963 : L'Halluciné (ou Le Château de la terreur) (The Terror)
- 1964 : Le Masque de la Mort Rouge (The Masque of the Red Death)
- 1964 : L'Invasion secrète (The Secret Invasion)
- 1964 : La Tombe de Ligeia (The Tomb of Ligeia)
- 1966 : Les Anges sauvages (The Wild Angels)
- 1967 : L'Affaire Al Capone (The St. Valentine's Day Massacre)
- 1967 : La Poursuite des tuniques bleues (A Time for killing) coréalisé avec Phil Karlson (non crédité)
- 1967 : Le Voyage (film, 1967) (The Trip)
- 1968 : The Wild Racers coréalisé avec Daniel Haller (non crédité)
- 1969 : Istanbul, mission impossible (Target: Harry)
- 1969 : Le Divin Marquis de Sade coréalisé avec Cy Endfield et Gordon Hessler (non crédité)
- 1970 : Bloody Mama
- 1971 : Gas-s-s-s
- 1971 : Le Baron rouge (Von Richthofen and Brown)
- 1978 : Les Gladiateurs de l'an 2000 (Deathsport) coréalisé avec Allan Arkush et Nicholas Niciphor (non crédité)
- 1980 : Les Mercenaires de l'espace (Battle Beyond the Stars) coréalisé avec Jimmy T. Murakami (non crédité)
- 1990 : La Résurrection de Frankenstein (Frankenstein Unbound)

### Producteur (liste partielle)
- 1955 : Instinct de survie (Day the World Ended), de Roger Corman
- 1957: L'Attaque des crabes géants (Attack of crab monsters)
- 1960 : La Petite Boutique des horreurs (The Little Shop of Horrors), de Roger Corman
- 1960 : La Chute de la maison Usher (House of Usher), de Roger Corman
- 1962 : L'Enterré Vivant (The Premature Burial), de Roger Corman
- 1962 : L'Empire de la Terreur (Tales of Terror), de Roger Corman
- 1963 : Le Corbeau (The Raven), de Roger Corman
- 1963 : La Malédiction d'Arkham (The Haunted Palace), de Roger Corman
- 1963 : Dementia 13, de Francis Ford Coppola
- 1963 : L'Halluciné (The Terror), de Roger Corman
- 1964 : Le Masque de la Mort Rouge (The Mask of the Red Death), de Roger Corman
- 1966 : Queen of Blood, de Curtis Harrington
- 1966 : L'Ouragan de la vengeance (Ride in the Whirlwind), de Monte Hellman
- 1967 : L'Affaire Al Capone (The St. Valentine's Day Massacre), de Roger Corman
- 1968 : Voyage to the Planet of Prehistoric Women, de Peter Bogdanovich
- 1970 : Le Monstre du château (Il castello dalle porte di fuoco) de José Luis Merino
- 1972 : Sweet Kill, de Curtis Hanson
- 1973 : Bertha Boxcar (Boxcar Bertha), de Martin Scorsese
- 1974 : Cinq Femmes à abattre (Caged Heat), de Jonathan Demme
- 1975 : Capone, de Steve Carver
- 1975 : La Course à la mort de l'an 2000 de Paul Bartel
- 1976 : À plein gaz (Eat my Dust), de Charles B. Griffith
- 1976 : Colère froide (Fighting Mad), de Jonathan Demme
- 1977 : Lâchez les bolides (Grand Theft Auto), de Ron Howard
- 1979 : Le Lycée des cancres (Rock'n'roll High School), d'Allan Arkush
- 1980 : Les Mercenaires de l'espace (Battle Beyond the Stars), de Jimmy T. Murakami
- 1980 : Les Monstres de la mer (Humanoids from the Deep), de Barbara Peters
- 1981 : Le Territoire (The Territory), de Raoul Ruiz
- 1982 : Mutant
- 1986 : House de Steve Miner
- 1988 : Le Vampire de l'espace (Not of this Earth) de Jim Wynorski
- 1988 : Watchers de Jon Hess
- 1989 : Hollywood Boulevard II, de Steve Barnett
- 1990 : Back to Back, de John Kincade
- 1994 : Les Quatre Fantastiques (The Fantastic Four), d'Oley Sassone
- 1996 : Carnosaur III
- 2008 : Course à la mort de Paul W. S. Anderson
- 2010 : Dinoshark de Kevin O'Neill
- 2010 : Sharktopus de Declan O'Brien
- 2017 : La Course à la mort de l'an 2050 (Death Race 2050) de G.J. Echternkamp

### Producteur délégué
- 1958 : The Cry Baby Killer, de Jus Addiss
- 1958 : Night of the Blood Beast (en), de Bernard L. Kowalski
- 1959 : La Bête de la caverne hantée (Beast from Haunted Cave), de Monte Hellman
- 1967 : La Mort tragique de Leland Drum (The Shooting), de Monte Hellman
- 1971 : Angels Hard as They Come, de Joe Viola
- 1971 : Beast of the Yellow Night (en), d'Eddie Romero
- 1976 : Hollywood Boulevard, de Joe Dante
- 1976 : La Prison du viol (Jackson Country jail), de Michael Miller
- 1977 : Jamais je ne t'ai promis un jardin de roses (I never promised you a rose garden), d'Anthony Page
- 1978 : Piranhas (Piranha), de Joe Dante
- 1978 : Le Couloir de la mort (The Evil), de Gus Trikonis
- 1979 : Galaxy Express 999 (Ginga tetsudô 999), de Rintaro
- 1979 : Le Lycée des cancres (Rock'n'roll High School), d'Allan Arkush
- 1989 : Warlock, de Steve Miner
- 1994 : The Flight of the dove, de Steve Railsback
- 1995 : L'Ennemi public, de Scott P. Levy
- 1995 : Black Scorpion, de Jonathan Winfrey
- 1995 : Dillinger et Capone (Dillinger and Capone), de Jon Purdy
- 1995 : One night stand (en), de Talia Shire
- 1997 : Macon county jail, de Victoria Muspratt
- 1997 : Black Scorpion 2: Aftershock, de Jonathan Winfrey
- 1999 : Shepherd (The Shepherd), de Peter Hayman

### Acteur
- 1959 : La Femme guêpe, de Roger Corman : Le médecin (caméo)
- 1974 : Le Parrain II (The Godfather, part II), de Francis Ford Coppola
- 1976 : Cannonball!, de Paul Bartel
- 1981 : L'État des choses (Der Stand der Dinge), de Wim Wenders
- 1989 : Hollywood Boulevard II, de Steve Barnett
- 1990 : Le Silence des agneaux (The Silence of the Lambs), de Jonathan Demme
- 1993 : Philadelphia, de Jonathan Demme : M. Laird
- 1994 : A Century of Cinema, de Caroline Thomas
- 1995 : Apollo 13, de Ron Howard
- 2000 : Scream 3, de Wes Craven
- 2003 : Les Looney Tunes passent à l'action (Looney Tunes : back in action), de Joe Dante
- 2010 : Dinoshark de Kevin O'Neill : Docteur Reeves

### Scénariste
- 1954 : La Tueuse de Las Vegas (Highway Dragnet) de Nathan Juran

## Publications
- (en) How I Made a Hundred Movies in Hollywood and Never Lost a Dime, Da Capo Press, 1990
- Comment j’ai fait 100 films sans jamais perdre un centime, Capricci, 2018